# ФК Апоел Рамат Ган
ФК Апоел Рамат Ган (на иврит: מועדון כדורגל הפועל רמת גן גבעתיים; на английски: Hapoel Ramat Gan Giv'atayim Football Club) е израелски футболен клуб от град Рамат Ган.
Клубът понастоящем се състезава в израелската суперлига и играе своите мачове на стадион на английски: Winter Stadium, което означава „Зимен стадион“. През сезон 2011/12 г. печели шампионска титла по футбол на Лига Леумит, която е второто ниво на израелския футбол и съответно промоция за елитната суперлига.

## История
Клубът е основан през 1927 г. от еврейски заселници в Рамат Ган.
След серия от няколко сезона в средата на таблицата през 1959/60 изпадат във Втора Дивизия. През сезон 1962/63 се завръщат обратно в елитната дивизия и веднага стават шампиони, като се превръщат в първия тим спечелил шампионата в първия си сезон след промоцията. Решителният шампионатен мач срещу Апоел Петах Тиква е гледан от 9000 зрители, клубен рекорд който не е подобрен. Това е и единствената шампионска титла на клуба. През сезон 1968/69 завършва на последно място и отново изпада. В периода от 1980 – 1989 г. клуба се лута между първа и втора дивизия, а в края на 90-те години изпада в Лига Артзит – трето ниво на израелския футбол.
През сезон 2002/03 г. Апоел Рамат Ган става първият отбор извън елита спечел Купата на Израел, като на финала побеждава Апоел Беер Шева с 5 – 4 след изпълнение на дузпи, в редовното време 1:1. С това си отличие клубът от Рамат Ган се класира за турнира за Купата на УЕФА. Жребия ги противопоставя срещу Левски (София) още в първия кръг.
Поради тогавашната размирна обстановка в Израел и забраната от УЕФА за провеждане на футболни срещи в Израел, клубът играе домакинския си мач на стадиона в Дунайска Стреда, Словакия. След две загуби съответно 1 – 0 и 4 – 0 отпада от турнира. Това е първото и единствено участие на отбора в Европейските клубни турнири по футбол.
През сезон 2011/12 г. печели шампионска титла по футбол на Лига Леумит и съответно промоция за елитната суперлига.

## Успехи
- Висша лига на Израел
  - Шампион (1): 1963 – 64
- Лига Леумит
  - Шампион (1): 2011 – 12
- Купа на Израел (1): 2003

## Апоел в Европа
- 1R = Първи кръг

| Сезон   | Турнир       | Етап | Флаг | Клуб           | Резултат     |
| ------- | ------------ | ---- | ---- | -------------- | ------------ |
| 2003/04 | Купа на УЕФА | 1R   |      | Левски (София) | 0 – 1, 0 – 4 |

## Български футболисти
- Атанас Пашев: 1991 - (16 мача - 6 гола)
- Емил Велев: 1989/90 - (12 мача - 3 гола)
- Крум Бибишков: 2010 - (12 мача - 3 гола)
- Елин Топузаков: 2010/11 - (25 мача - 2 гола)
- Димитър Телкийски: 2010/11 - (22 мача - 5 гола)

## Известни футболисти
- Бернар Итуа